# Бомон (лунный кратер)
Кратер Бомон (лат. Beaumont) — крупный ударный кратер, расположенный в гористой местности на юго-западе от Моря Нектара на видимой стороне Луны. Название дано в честь французского геолога Эли де Бомона (1798—1874) и утверждено Международным астрономическим союзом в 1935 г. Образование кратера относится к нектарскому периоду.

## Описание кратера

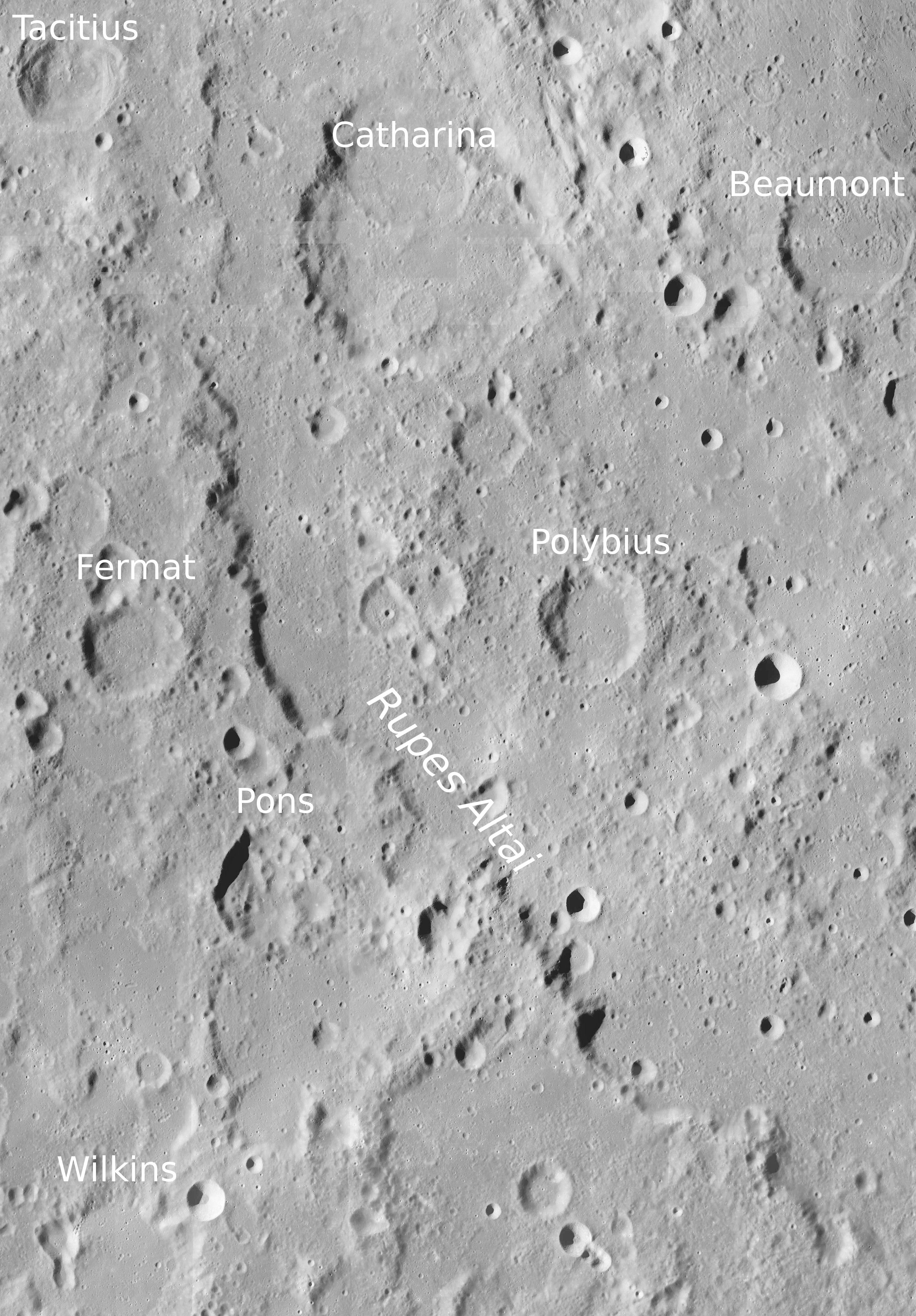
Окрестности кратера Бомон. Снимок зонда Lunar Reconnaissance Orbiter.

Ближайшими соседями кратера являются кратер Катарина на западе; кратер Кирилл на севере; кратер Теофил на северо-западе; кратер Фракасторо на юго-востоке; кратер Полибий на юго-западе. За кратером Полибий на юго-западе расположен уступ Алтай. Селенографические координаты центра кратера 18°05′ ю. ш. 28°49′ в. д. / 18,08° ю. ш. 28,82° в. д., диаметр 50,69 км, глубина 0,55 км.
Кратер имеет овальную форму ориентированную в направлении север-юг. В юго-восточной части вала имеются два разрыва через которые кратер был затоплен лавой при заполнении бассейна Моря Нектара. Высота вала над окружающей местностью составляет 1150 м. В чаше кратера располагаются несколько небольших холмов и небольших кратеров. От северной части вала кратера в Море Нектара отходит невысокий хребет, к западу от него имеется еще один невысокий хребет. В пространстве между этими хребтами находятся небольшие темные конусообразные кратеры возможно вулканического происхождения. В направлении северо-западной части кратера Фракасторо отходит цепь понижений местности. Объем кратера составляет приблизительно 2300 км³..

## Сателлитные кратеры
| Бомон | Координаты                                            | Диаметр, км |
| ----- | ----------------------------------------------------- | ----------- |
| A     | 16°19′ ю. ш. 27°47′ в. д. / 16,31° ю. ш. 27,78° в. д. | 14,3        |
| B     | 18°43′ ю. ш. 26°48′ в. д. / 18,71° ю. ш. 26,8° в. д.  | 15,1        |
| C     | 20°15′ ю. ш. 27°56′ в. д. / 20,25° ю. ш. 27,93° в. д. | 6,0         |
| D     | 17°05′ ю. ш. 26°10′ в. д. / 17,09° ю. ш. 26,17° в. д. | 10,5        |
| E     | 18°53′ ю. ш. 27°29′ в. д. / 18,89° ю. ш. 27,49° в. д. | 16,3        |
| F     | 18°22′ ю. ш. 26°35′ в. д. / 18,37° ю. ш. 26,59° в. д. | 8,9         |
| G     | 20°22′ ю. ш. 27°08′ в. д. / 20,37° ю. ш. 27,14° в. д. | 7,7         |
| H     | 17°05′ ю. ш. 28°32′ в. д. / 17,08° ю. ш. 28,53° в. д. | 3,7         |
| J     | 19°57′ ю. ш. 26°30′ в. д. / 19,95° ю. ш. 26,5° в. д.  | 4,8         |
| K     | 17°31′ ю. ш. 30°04′ в. д. / 17,52° ю. ш. 30,07° в. д. | 5,0         |
| L     | 14°28′ ю. ш. 30°01′ в. д. / 14,46° ю. ш. 30,02° в. д. | 4,2         |
| M     | 19°26′ ю. ш. 28°38′ в. д. / 19,43° ю. ш. 28,63° в. д. | 10,2        |
| N     | 16°58′ ю. ш. 27°46′ в. д. / 16,96° ю. ш. 27,77° в. д. | 4,9         |
| P     | 19°55′ ю. ш. 29°35′ в. д. / 19,92° ю. ш. 29,59° в. д. | 16,3        |
| R     | 17°56′ ю. ш. 30°43′ в. д. / 17,94° ю. ш. 30,72° в. д. | 4,1         |

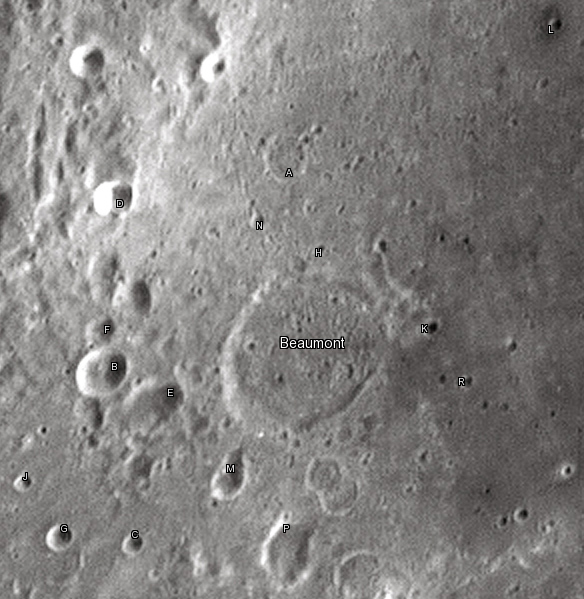
Снимок Девида Кемпбелла.

- Сателлитные кратеры Бомон A,D и E включены в список кратеров с темными радиальными полосами на внутреннем склоне Ассоциации лунной и планетарной астрономии (ALPO)[5].

- На севере от сателлитного кратера Бомон P находится концентрический кратер.

- Во время миссии Аполлона-14 в сателлитном кратере Бомон L наблюдалась аномалия цвета[6].

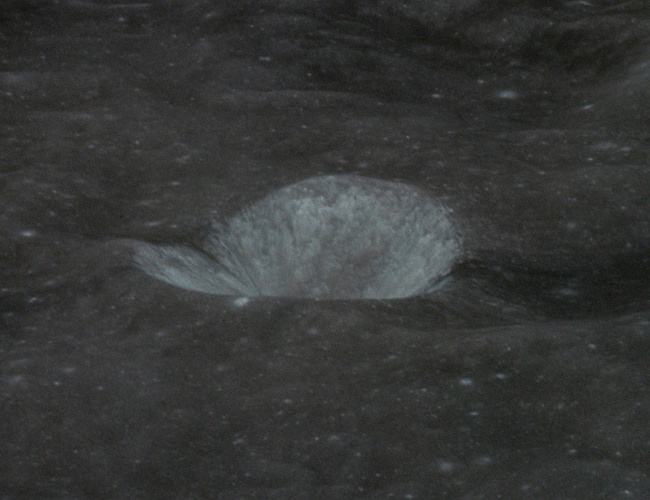
Сателлитный кратер Бомон D. Снимок с борта Аполлона-14.

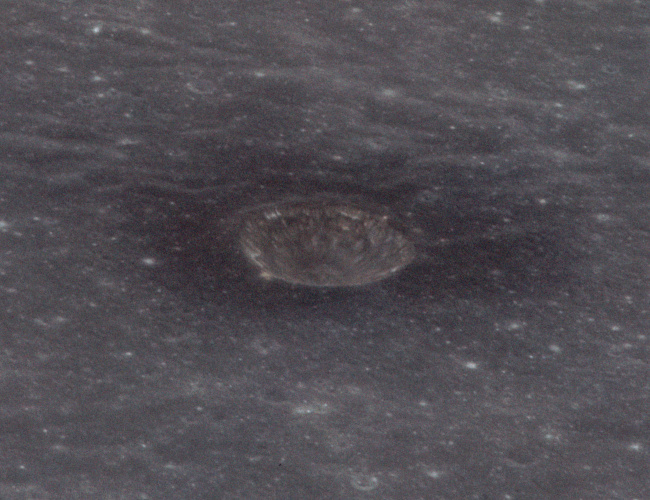
Сателлитный кратер Бомон L. Снимок с борта Аполлона-14.